# MarAbel B. Frohnmayer Zenei Épület
A MarAbel B. Frohnmayer Zenei Épület (angolul: MarAbel B. Frohnmayer Music Building) az Oregoni Egyetem létesítménye az Amerikai Egyesült Államok Oregon államának Eugene városában. Az 1924-ben átadott létesítmény 2005-ben felvette MarAbel B. Frohnmayer zenetanár nevét.

## Története
A kivitelezés Ellis F. Lawrence, az építészeti intézet vezetőjének tervei alapján 1922-ben kezdődött. Az épület emlékeztetett a tanárképző intézet létesítményére.
A koncertterem 1924-ben készült el. A campus többi épületétől eltérően a zenei létesítményt magánkölcsönből finanszírozták. Az épület déli része 1948-ban és 1955-ben tantermekkel, északi része 1977-ben pedig próbatermekkel bővült, valamint nőtt a hallgatói tér területe.
2005-ben bejelentették az épület átnevezését és 15,2 millió dolláros felújítását, amit támogatásokból finanszíroztak.

## Beall Koncertterem
Az épület északi részén elhelyezkedő koncerttermet az iskola zenekarai használják, nyaranta pedig az Oregon Bach Festival helyszíne. 1973-ban felvette Robert Vinton Beall szponzor nevét, aki az 1972-ben elkészült orgonát Jürgen Ahrendtől megrendelte. A koncerttermet Ellis F. Lawrence a bostoni szimfonikus csarnok mintájára tervezte.

## Névadója
MarAbel Braden Frohnmayer 1932-ben szerezte meg alapfokú zenei diplomáját az Oregoni Egyetemen. A Táncintézet támogatója volt, az állam több városában általános és középiskolásokat is tanított. Kettő gyermeke (Mira és Philip) szintén az Oregoni Egyetemen szerezte zenediplomáját; John Frohnmayer az országos művészeti alap igazgatója, David B. Frohnmayer pedig az Oregoni Egyetem rektora volt.

## Fordítás
- Ez a szócikk részben vagy egészben  a   MarAbel B. Frohnmayer Music Building című angol Wikipédia-szócikk ezen változatának fordításán alapul.  Az eredeti cikk szerkesztőit annak laptörténete sorolja fel. Ez a jelzés csupán a megfogalmazás eredetét és a szerzői jogokat jelzi, nem szolgál a cikkben szereplő információk forrásmegjelöléseként.